# Sunyata
Sunyata — дебютный альбом группы-проекта Vas, вышедший в 1997 году. Пробная, дебютная совместная работа певицы Азам Али и ударника Грега Эллиса. Пластинка примечательна тем, что вся музыкальная канва за редким  исключением создавалась за счёт соединения перкуссионных инструментов и вокала.

## Список композиций
1. «Ningal»
2. «Saphyrro»
3. «Refuge»
4. «Sunyata»
5. «Apsara»
6. «Astrae»
7. «Iman»
8. «Remembrance»
9. «Arc Of Ascent»
10. «At Siva’s Feet»